# Emil Schallopp
Emil Schallopp (1. srpna 1843, Friesack - 9. dubna 1919, Berlín) byl německý šachový mistr a autor.
Schallopp hrál na mnoha mezinárodních turnajích (především v sedmdesátých a osmdesátých letech 19. století), ale nikdy žádný významný turnaj nevyhrál. Napsal několik šachových knih (např. o zápase mezi Wilhelmem Steinitzem a Johannesem Zukertortem o titul mistra světa roku 1886) a roku 1891 (za spolupráce s Lousiem Paulsenem) doplnil a připravil 7. vydání slavného souhrnného manuálu šachové teorie Handbuch des Schachspiels (Příručka hry šachové) od Paula Rudolfa von Bilguera a Tassila von Heydebranda und der Lasy. Je po něm pojmenovaná obrana v přijatém královském gambitu 1.e4 e5 2.f4 exf4 3.Jf3 Jf6.

## Schalloppovy výsledky na mezinárodních turnajích

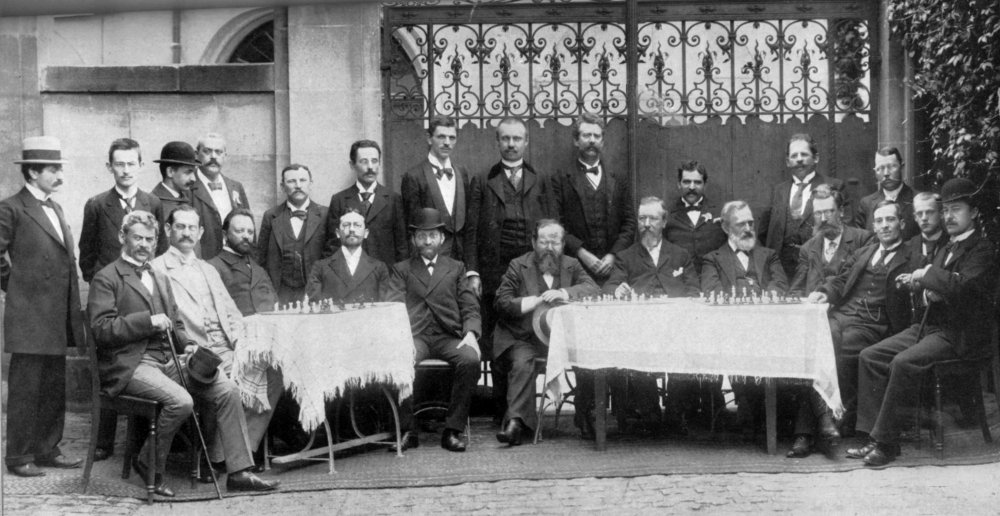
Schallop (pátý sedící zprava) mezi účastníky turnaje v Norimberku roku 1896.

- třetí až čtvrté místo (společně s Johanessem Zukertortem) na turnaji v Brémách roku 1869 (celkem šest hráčů, zvítězil Adolf Anderssen),[1]
- třetí až páté místo (společně s Johanessem Zukertortem a Johanessem von Minckwitzem) na turnaji v Hamburku roku 1869 (celkem šest hráčů, zvítězil Adolf Anderssen a Louis Paulsen),[2]
- čtvrté místo na turnaji v Altoně roku 1872 (celkem šest hráčů, zvítězil Adolf Anderssen),[3]
- páté místo na turnaji v Lipsku roku 1876 (celkem šest hráčů, zvítězil Karl Theodor Goering),[4]
- druhé až čtvrté místo (společně s Johanessem Metgerem a Karlem Wemmersem) na turnaji v Kolíně nad Rýnem roku 1877 (celkem pět hráčů, zvítězil Johannes Zukertort),[5]
- sedmé místo na turnaji v Lipsku roku 1877 (celkem dvanáct hráčů, zvítězil Louis Paulsen),[6]
- Sedmé místo na turnaji v Lipsku roku 1879 (celkem dvanáct hráčů, zvítězil Berthold Englisch).[7]
- osmé místo na turnaji v Braunschweigu roku 1880 (celkem jedenáct hráčů, zvítězil Louis Paulsen),[8]
- sedmé místo na turnaji ve Štýrském Hradci roku 1880 (celkem osm hráčů, zvítězil Adolf Schwarz),[9]
- čtvrté místo na turnaji ve Wiesbadenu roku 1880 (celkem šestnáct hráčů, zvítězili společně Joseph Henry Blackburne, Berthold Englisch a Adolf Schwarz),[10]
- dvanácté místo na turnaji v Berlíně roku 1881 (celkem osmnáct hráčů, zvítězil Joseph Henry Blackburne),[11]
- dvanácté místo na turnaji v Norimberku roku 1883 (celkem devatenáct hráčů, zvítězil Simon Winawer),[12]
- deváté místo na turnaji v Hamburku roku 1885 (celkem osmnáct hráčů, zvítězil Isidor Gunsberg),[13]
- druhé až třetí místo (společně s Henrym Edwardem Birdem) na turnaji v Herefordu roku 1885 (celkem jedenáct hráčů, zvítězil Joseph Henry Blackburne),[14]
- deváté místo na turnaji v Londýně roku 1886 (celkem třináct hráčů, zvítězil Joseph Henry Blackburne společně s Amosem Burnem),[15]
- druhé místo na turnaji v Nottinghamu roku 1886 (celkem deset hráčů, zvítězil Amos Burn), zřejmě největší Schalloppův úspěch, když za sebou nechal například Isidora Gunsberga, Johannese Zukertorta (za vítězství nad ním obdržel cenu za nejhezčí partii) a Henryho Edwarda Birda,[16]
- osmé až deváté místo (společně s Louisem Paulsenem) na turnaji ve Frankfurtu roku 1887 (celkem dvacet jedna hráčů, zvítězil George Henry Mackenzie),[17]
- jedenácté místo na turnaji v Breslau roku 1889 (celkem osmnáct hráčů, zvítězil Siegbert Tarrasch),[18]
- jedenácté místo na turnaji v Manchesteru roku 1890 (celkem dvacet hráčů, zvítězil Siegbert Tarrasch),[19]
- osmé místo na turnaji v Kielu roku 1893 (celkem devět hráčů, zvítězil Curt von Bardeleben společně s Karlem Augustem Walbrodtem),[20]
- osmnácté místo na turnaji v Norimberku roku 1896 (celkem devatenáct hráčů, zvítězil Emanuel Lasker.[21]